# Jan Walewski-Colonna
Jan Walewski-Colonna (19. dubna 1860 Wieliczka – 11. října 1919 Sanok) byl rakouský šlechtic a politik polské národnosti z Haliče, na přelomu 19. a 20. století poslanec Říšské rady.

## Biografie
Byl také poslancem Říšské rady (celostátního parlamentu Předlitavska), kam usedl ve volbách do Říšské rady roku 1897 za kurii venkovských obcí v Haliči, obvod Berežany, Rohatyn atd. Mandát obhájil ve volbách do Říšské rady roku 1901, nyní za všeobecnou kurii, obvod Stanislavov, Pidhajci, Tlumač, Bohorodčany, Nadvirna, Rohatyn atd. Rezignace byla oznámena na schůzi 19. června 1905. Do parlamentu místo něj usedl Hieronim Wierzchowski. Ve volebním období 1897–1901 se uvádí jako rytíř Dr. Johann Walewski-Colonna, velkostatkář, bytem Nosiv, pošta Zavaliv.
Ve volbách roku 1897 je uváděn jako oficiální polský kandidát, tedy kandidát Polského klubu. Stejně tak ve volbách roku 1901. Náležel do konzervativní skupiny polských statkářů z východní Haliče (tzv. Podolacy).
Od roku 1904 čelil aféře okolo svých hospodářských aktivit. V roce 1901 totiž založil dřevařskou společnost, z níž později vystoupil ale následně se u soudu domáhal značné kompenzace za svůj podíl. Obchodní soud jeho stížnost zamítl a vedení dřevařské firmy na něj podalo žalobu pro utrhání na cti.